# 鍋島のぞみ
鍋島 のぞみ（なべしま のぞみ、1986年（昭和61年）8月20日-）は、気象キャスター、ラジオキャスター。愛知県出身（現在は千葉県在住）。血液型B型、身長155cm。読者モデルとしても活躍。

## 経歴
- 1986年8月20日 - 愛知県生まれ。
- 2009年4月 - 第12期ウェザーニュースお天気キャスターとして『おは天』中部地区担当に就任[2]。
- 2010年3月 - 國學院大學文学部卒業[3]。
- 2011年 - ポートクイーン千葉2011
- 同年12月 - 株式会社ウェザーニューズを退社[4]。
- 2012年 - NTB所属

## 人物
- 好きなものは、カレー、テニス、野球、サッカー、ラグビー、原辰徳監督、ニコール・リッチー、るろうに剣心、ONE PIECE、SWEET（雑誌）、海（沖縄）、犬（ミニチュアダックス）、ショッキングピンク（色）。
- 嫌いなものは、果物、チーズケーキ。
- 趣味は、サーフィン、写真（一眼レフ使用）、マラソン。
- 姉と弟がいる[5]。

## 現在の出演番組
- ウェザーニュースUpDate（ウェザーニューズ）
- 各地FM局の天気予報コーナー

## 過去の出演
- おは天（第12期中部地区担当、ウェザーニューズ）
- 『ぷっ』すま（テレビ朝日）